# Vilém Tvrzský
Vilém Tvrzský (ur. w 1880, zm. w 1943) – szermierz reprezentujący Królestwo Czech i Czechosłowację, uczestnik igrzysk w Londynie w 1908 roku, igrzysk w Sztokholmie w 1912 roku oraz igrzysk w Antwerpii w 1920 roku, na których startował indywidualnie we florecie, szabli i szpadzie oraz drużynowo we florecie i szpadzie.

## Występy na igrzyskach

### Turnieje indywidualne
| Igrzyska | Konkurencja | Runda I         | Ćwierćfinał     | Półfinał        | Finał           | Finał           |
| Igrzyska | Konkurencja | Walki przegrane | Walki przegrane | Walki przegrane | Walki przegrane | Miejsce         |
| -------- | ----------- | --------------- | --------------- | --------------- | --------------- | --------------- |
| LIO 1908 | Szpada      | 3 Q             | 2               | → Nie awansował | → Nie awansował | → Nie awansował |
| LIO 1908 | Szabla      | 2 Q             | 3               | → Nie awansował | → Nie awansował | → Nie awansował |
| LIO 1912 | Floret      | 1 Q             | 1 Q             | 4               | → Nie awansował | → Nie awansował |
| LIO 1912 | Szpada      | DQ              | → Nie awansował | → Nie awansował | → Nie awansował | → Nie awansował |
| LIO 1920 | Floret      |                 | 2 Q             | 4               | → Nie awansował | → Nie awansował |
| LIO 1920 | Szpada      | 7               | → Nie awansował | → Nie awansował | → Nie awansował | → Nie awansował |
| LIO 1920 | Szabla      | 5               | → Nie awansował | → Nie awansował | → Nie awansował | → Nie awansował |

### Turnieje drużynowe
| LIO 1908 | Szpada | Vilém Goppold von Lobsdorf Otakar Lada Vlastimil Lada-Sázavský | Włochy 7:12 | 5 | → Drużyna nie awansowała dalej                            | → Drużyna nie awansowała dalej | → Drużyna nie awansowała dalej | → Drużyna nie awansowała dalej |                  |                  |
| LIO 1920 | Floret | František Dvořák Antonín Mikala Josef Jungmann Josef Javůrek   |             |   | Wielka Brytania 0:1 · Dania 0:1 · Belgia 0:1 · Włochy 0:1 | 6                              | → Nie awansowali               | → Nie awansowali               | → Nie awansowali | → Nie awansowali |